# 펨커 헤임스커르크
프레데리커 요한나 마리아 "펨커" 헤임스커르크(네덜란드어: Frederike Johanna Maria "Femke" Heemskerk, 1987년 9월 21일 ~ )는 네덜란드의 여성 수영 선수로 주로 자유형에서 전문적이나, 또한 배영과 개인혼영에도 강하다.
네덜란드 팀의 일부로서 그녀는 쇼트코스와 롱코스 양코스에서 400m 자유형 계주 세계 기록을 보유한다. 쇼트코스에서 또한 800m 자유형 계주 세계 기록을 보유하는 네덜란드 팀의 일부이기도 하다. 개인적으로 그녀는 5개의 국내 기록 소유자이며, 롱코스에서는 200m 자유형과 200m 개인혼영에서 2개, 쇼트코스에서는 200m 자유형, 200m 배영과 200m 개인혼영에서 3개를 소유한다.

## 수영 경력

### 초기 경력
헤임스커르크는 몬트리올에서 열린 2005년 세계 롱코스 선수권에서 릴레이 수영 선수로 자신의 국제 데뷔를 만들었다. 그녀는 400m 자유형 계주와 800m 자유형 계주 종목들의 예선들에서만 헤엄을 쳤다. 2006년 유럽 롱코스 선수권과 유럽 쇼트코스 수영 선수권에도 나갔으나 개인적으로 양종목에서 예선들을 통과하지 않았다.
2007년 세계 롱코스 선수권에서 잉어 데커르, 라노미 크로모비조요, 마를레인 펠드하위스와 함께 400m 자유형 계주 동메달을 획득하였다. 그해 데브레첸에서 열린 유럽 쇼트코스 수영 선수권에서 그녀는 자신의 첫 국제적 결승전 100m 자유형에서 놀랍게도 6위를 하였다. 또한 200m 자유형에서 10위를 하기도 하였다.

### 2008년 봄
2008년 유럽 수상 선수권에서 헤임스커르크는 이전 해에 세계 선수권에서 동메달을 따기도 한 세계 기록을 깨면서 400m 자유형 계주에서 헤엄을 쳤다. 같은 팀과 함께 800m 자유형 계주에서 4위를 하였다. 개인적으로 그녀는 준결승전에 도달하지 않았다. 다음 달에 맨체스터에서 열린 세계 쇼트코스 선수권에 나가 에인트호번에서처럼 같은 팀과 함께 800m 자유형 계주에서 다시 2개의 릴레이 기록들을 깼다.
400m 자유형 계주에서 힌켈리엔 슈루더르가 팔꿈치 부상을 당한 크로모비조요를 대신하였다. 헤임스커르크는 토너먼트의 마지막 날에 열린 200m 자유형에서 자신의 첫 개인적 메달 은메달을 땄다. 6월에 열린 국내 선수권에서 헤임스커르크는 롱코스에 200m 자유형, 200m 개인혼영과 100m 배영에서 3개의 국내 기록들을 낮추었다.

### 2008년 베이징 올림픽
2008년 베이징 올림픽에서 400m 자유형 계주 금메달을 획득한 헤임스커르크는 데커르, 크로모비조요, 펠드하위스와 함께 자신들이 소유하는 세계 기록의 0.14초 차이로 3분 33.76초를 세워 우승하였다. 1일 후에 그녀는 200m 개인혼영에서 개인적으로 나가 예선들에서 28위를 하였다. 헤임스커르크는 결승전에 합격하지 않은 800m 자유형 계주와 400m 혼계영 양종목에서 선두 주자였다.

### 2008년 가을
올림픽이 끝난 후 헤임스커르크는 100m와 200m 자유형에서 2009년 세계 수상 선수권을 위하여 합격한 2008년 유럽 수상 선수권에서 경연에 돌아왔다. 1주 후에 그녀는 크로아티아 리예카에서 열린 유럽 쇼트코스 수영 선수권에 참가하여 20m 자유형에서 페데리카 펠레그리니에게 밀려 은메달을 땄다. 또한 100m 개인혼영에서 5위를 하기도 하였다. 그해 말기에 그녀는 "올해의 암스테르담 스포츠우먼"이 되었다.

### 2011년
2011년 헤임스커르크는 세계 수상 선수권에서 데커르, 크로모비조요, 펠드하위스와 400m 자유형 계주의 일부로서 3분 33.96초로 금메달을 획득하였다. 그녀는 결승전에서 0.53초 차이로 가장 빠른 스플리트 52.46초의 갈라진 시간과 함께 팀의 최종주자를 맡았다.

### 2012년

#### 2012년 런던 올림픽
2012년 런던 올림픽에서 헤임스커르크는 동료 선수 크로모비조요, 데커르, 펠드하위스, 그리고 슈루더르와 함께 전직 챔피언으로서 400m 자유형 계주 은메달을 땄다. 금메달은 오스트레일리아에게 갔다.